# Сабрин Мауи
Сабрин Мауи (англ. Sabrine Maui, настоящее имя — Мэри Грейс Дар, англ. Mary Grace Dar, род. 24 сентября 1980 или 24 сентября 1979, Манила) — бывшая американская порноактриса филиппинского происхождения, лауреатка премии XRCO Award.

## Ранние годы

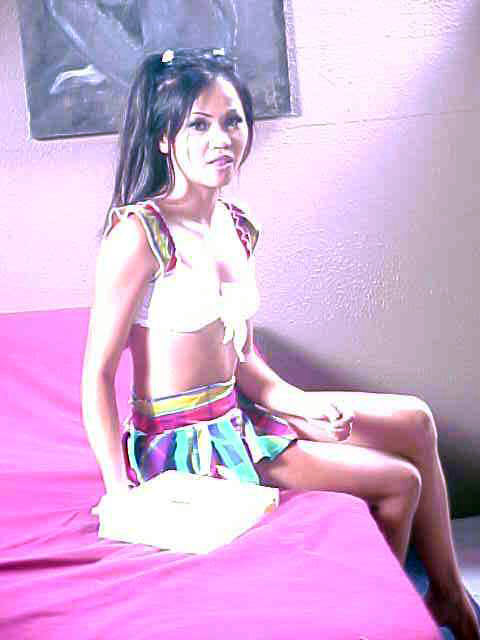
Мауи, за кулисами на съёмочной площадке фильма Sopornos 4

Родилась 24 сентября 1980 года в Маниле. Провела детство на Филиппинах и была воспитана бабушкой и дедушкой по материнской линии и дядями; многие из её родственников по материнской линии — врачи или медсёстры. В детстве была томбоем и занималась многими видами спорта, включая лёгкую атлетику, теннис, волейбол и баскетбол. В 15 лет вместе с семьёй переехала на Гавайи, где и окончила школу в 17 лет.

## Карьера
В 18 лет начала работать фотомоделью, чтобы оплатить обучение на медсестру. Продолжила карьеру модели, даже когда семья переехала в Лос-Анджелес.
В 2000 году дебютировала в порноиндустрии в качестве актрисы. Первая роль — в фильме Asian Dolls Uncut #7 (2000), вместе с Доном Фернандо. Было заявлено, что Сабрин потеряла девственность именно при съёмках этого фильма. У неё также были отношения с Доном Фернандо, которые продолжались до 2002 года.
В 2003 году получила премию XRCO Award в категории «невоспетая сирена». Ушла из индустрии в 2009 году. За карьеру снялась более чем в 200 фильмах, исполняла как классический, так и оральный, анальный, групповой и лесбийский секс.

## Награды и номинации
- 2003 XRCO Award — невоспетая сирена[8]
- 2003 XRCO Award, номинация — лучшая парная сцена — Trained Teens 2 (вместе с Джулсом Джорданом)[8]
- 2004 AVN Awards — лучший гонзо-релиз — Flesh Hunter 5 (вместе с Джулсом Джорданом и Тэйлор Рэйн)[9]
- 2004 AVN Awards — Best All-Sex DVD — Flesh Hunter 4 (вместе с Джулсом Джорданом и Кристал Стил)[9]
- 2004 AVN Awards, номинация — лучшая сцена анального секса, видео — Once You Go Black… You Never Go Back (вместе с Мистером Маркусом)[10]
- 2004 AVN Awards, номинация — лучшая сцена орального секса, видео — Francesca Lé's Cum Swallowing Whores (вместе с Энтони Хардвудом и Риком Мастерсом)[10]
- 2004 AVN Awards, номинация — лучшая парная сцена, видео — Trained Teens 2 (вместе с Джулсом Джорданом)[10]
- 2005 AVN Awards, номинация — лучший интерактивный DVD — My Plaything: Sabrine Maui[11]
- 2005 AVN Awards, номинация — лучшая сцена стриптиза — My Plaything: Sabrine Maui[11]
- 2005 AVN Awards, номинация — лучшая парная сцена, видео — Invasian (вместе с Лексингтоном Стилом)[11]

## Фильмография
- North Pole 24 (2001)
- Real Naturals 18 (2001)
- Runaway Butts 1 (2001)
- Slippery Slopes (2001)
- Strapped 4 (2001)
- Teen Tryouts Audition 7 (2001)
- University Coeds Oral Exams 6 (2001)
- Asian Dolls Uncut 14 (2002)
- Asian Erotica File 3 (2002)
- Asian Express 1 (2002)
- Babes Illustrated 12 (2002)
- Bare Necessities (2002)
- Bottom Feeders 5 (2002)
- Cute Exotic Girls 6 (2002)
- Double O Blonde (2002)
- Eager Beavers 5 (2002)
- Ethnic Cheerleader Search 12 (2002)
- Feeding Frenzy 1 (2002)
- Finally Legal 4 (2002)
- Geisha Gash 3 (2002)
- Hand Job Hunnies 4 (2002)
- Hot Showers 3 (2002)
- Hustler EXXXotica 1 (2002)
- Hustler EXXXotica 2 (2002)
- I Luv Asians 14 (2002)
- Inner City Black Cheerleader Search 54 (2002)
- Interracial Anal Vacation 3 (2002)
- Lost Hienie (2002)
- Mating Game (2002)
- My First Tennis Lesson (2002)
- No Exit (2002)
- Perfect (2002)
- Pimped by an Angel 3 (2002)
- Princess Whore 1 (2002)
- Real Female Masturbation 16 (2002)
- Serpent's Secret (2002)
- Sex Mr. Marcus Style (2002)
- Sextrocity (2002)
- Shades of Sex 6 (2002)
- Shades of Sex 7 (2002)
- Slumber Party 19 (2002)
- Snoop Dogg's Hustlaz: Diary of a Pimp (2002)
- Sorority Sex Kittens 6 (2002)
- Tabitha Stern Exposed (2002)
- Teens Goin' Wild 6 (2002)
- To Completion 3 (2002)
- Trained Teens 2 (2002)
- Trial (2002)
- Up And Cummers 102 (2002)
- Who's Your Daddy 1 (2002)
- Young Girls' Fantasies 1 (2002)
- Younger the Better 1 (2002)
- 10 Man Cum Slam 1 (2003)
- 19 and Natural (2003)
- 5 Guy Cream Pie 8 (2003)
- All About Sex (2003)
- Anal Addicts 14: Haunted House (2003)
- Anal Instinct 1 (2003)
- Anal Trainer 2 (2003)
- Asia Noir 1 (2003)
- Asian Bondage Fantasies 3 (2003)
- Asian Bondage Fantasies 4 (2003)
- Asian Divas 4 (2003)
- Asian Hoze (2003)
- Asian Persuasion (2003)
- Asian Video Magazine 1 (2003)
- Banana Cream Pie 1 (2003)
- Bangcock Sluts (2003)
- Barely 18 2 (2003)
- Biggz and the Beauties 2 (2003)
- Bottom Feeders 9 (2003)
- Buffy Malibu's Nasty Girls 29 (2003)
- Come Play With Me 2 (2003)
- Cum Dumpsters 3 (2003)
- Cum Swallowing Whores 1 (2003)
- Dawn of the Debutantes 9 (2003)
- Deep Throat This 13 (2003)
- Deep Throat This 16 (2003)
- Double Play 1 (2003)
- Eighteen (2003)
- Erotica XXX 1 (2003)
- Fast Times at Deep Crack High 12 (2003)
- Feeding Frenzy 2 (2003)
- Flesh Hunter 4 (2003)
- Flesh Hunter 5 (2003)
- Foot Traffic 6 (2003)
- Girl Crazy 2 (2003)
- Good Girls Doing Bad Things (2003)
- Hook-ups 2 (2003)
- I Like It Black and Deep in My Ass 3 (2003)
- I Luv Asians 17 (2003)
- In Your Mouth And On Your Face 1 (2003)
- Into Dreams (2003)
- Invasian 1 (2003)
- It Tastes Like Candy (2003)
- Just Ass for All (2003)
- Lewd Conduct 18 (2003)
- Lezervoir Dogs (2003)
- Loose Morals 1 (2003)
- Mandingo 6 (2003)
- Me Luv U Long Time 2 (2003)
- Naughty Confessions (2003)
- New Wave Hookers 7 (2003)
- North Pole 43 (2003)
- Once You Go Black 1 (2003)
- Pink Pussy Cats 5 (2003)
- Pussy Foot'n 6 (2003)
- Rapid Fire 3 (2003)
- Rub The Muff 7 (2003)
- Sakura Tales 2: Cherry Blossoms (2003)
- Sakura Tales 4 (2003)
- Screaming Orgasms 11 (2003)
- Sopornos 4 (2003)
- Summer Camp Sun Bunnies (2003)
- Tease Me with Your Toys (2003)
- Teenage Brotha Lovers 1 (2003)
- Teens In Toyland 1 (2003)
- There's Something About Jack 27 (2003)
- Tight and Asian 2 (2003)
- Unbelievable Sex 5 (2003)
- Up And Cummers 115 (2003)
- Virgin Sacrifice (2003)
- Wet Pink 2 (2003)
- Whore Hunters (2003)
- Whores Inc. 1 (2003)
- Wild Asian Girls 1 (2003)
- Wild Asian Girls 2 (2003)
- Young As They Cum 12 (2003)
- Young Girls in Prison (2003)
- All You Need is Luv (2004)
- Asian Hoze 2 (2004)
- Assassin 1 (2004)
- Barely Legal All Stars 3 (2004)
- Bolivia Euro Exposed (2004)
- Crazed (2004)
- Damage Files 1 (2004)
- Dyke Club (2004)
- Gauge Unchained (2004)
- Hustler Casting Couch 3 (2004)
- I Know You're Watching 3 (2004)
- My Plaything: Sabrine Maui (2004)
- No Man's Land Interracial Edition 7 (2004)
- Perfect Specimens 2 (2004)
- Ripe 15: Sabrine Maui (2004)
- Sex Brat (2004)
- 31 Flavors (2005)
- Asian Mouth Club 2 (2005)
- Crush That Ass 2 (2005)
- Dirty Little Sluts 3 (2005)
- Exotically Erotic (2005)
- G Girls vs. Gorgon the Invincible (2005)
- Invasian 2 (2005)
- Nuttin' Hunnies 2 (2005)
- Tastes Like Cum (2005)
- Agent 69 (2006)
- Anal Bandits 3 (2006)
- Asian Nurses (2006)
- Big Dicks Little Asians 1 (2006)
- Caught Masturbating 2 (2006)
- Cream Pie Girls 3 (2006)
- Licking Pussy 12 Ways 2 (2006)
- Red Hot Fire Fighter Babes (2006)
- Asian 3 Way (2007)
- Asian Persuasion 1 (2007)
- I Love Asians 5 (2007)
- Put Up Or Shut Up (2007)
- Some Like It Black (2007)
- I Love 'em Asian (2008)
- Only the Best of Teens (2008)
- Red White And Goo (2008)
- Teen MILF 7 (2008)
- Sweet Asian Dreams (2009)
- Teen Asian Angels 2 (2009)
- Teen Nurses from Tokyo (2010)
- Fire Fighter Babes (2011)
- Lez B Asians (2011)
- Teen Cock Rockers 1 (2011)
- Asian Anal Penetration (2012)
- Booty Emergency (2012)
- Dirty Lickin' Dozen (2012)
- Horny Little Sex Kittens (2012)